# Genie in a Bottle
"Genie in a Bottle" là một bài hát của nghệ sĩ thu âm người Mỹ Christina Aguilera nằm trong album phòng thu đầu tay mang chính tên cô, phát hành năm 1999. Nó được phát hành vào ngày 22 tháng 6 năm 1999 như là đĩa đơn đầu tiên trích từ album bởi RCA Records. Bài hát được viết lời và sản xuất bởi David Frank và Steve Kipner, với sự tham gia hỗ trợ viết lời từ Pamela Sheyne. Đây là một bản dance-pop kết hợp với những yếu tố của R&B, mang nội dung ẩn ý về tình dục trong việc tôn trọng bản thân.
Sau khi phát hành, "Genie in a Bottle" nhận được những phản ứng tích cực từ các nhà phê bình âm nhạc, trong đó họ đánh giá cao chất giọng của Aguilera thể hiện trong bài hát cũng như nội dung lời bài hát của nó. Ngoài ra, "Genie in a Bottle" còn giúp Aguilera nhận được một đề cử giải Grammy cho Trình diễn giọng pop nữ xuất sắc nhất tại lễ trao giải thường niên lần thứ 42. Nó cũng gặt hái những thành công vượt trội về mặt thương mại, đứng đầu các bảng xếp hạng ở Áo, Bỉ (Flanders), Đan Mạch, Tây Ban Nha, Thụy Sĩ và Vương quốc Anh, và lọt vào top 5 ở hầu hết những thị trường nó xuất hiện, bao gồm Úc, Canada, Pháp, Đức, Ireland, Ý, Hà Lan, New Zealand và Thụy Điển. Tại Hoa Kỳ, bài hát đạt vị trí số một trên bảng xếp hạng Billboard Hot 100 trong năm tuần liên tiếp, và trở thành một trong những đĩa đơn trụ vững ở ngôi vị quán quân lâu nhất năm tại đây. Tính đến nay, "Genie in a Bottle" đã bán được hơn 7 triệu bản trên toàn cầu, trở thành một trong những đĩa đơn bán chạy nhất mọi thời đại.
Video ca nhạc cho "Genie in a Bottle" được đạo diễn bởi Diane Martel, trong đó hầu hết bao gồm những cảnh Aguilera trình diễn bài hát với những vũ công nam trên một bãi biển ở Malibu, California. Nó đã nhận được nhiều lời tán dương từ giới truyền thông, và được yêu cầu phát sóng liên tục trên những kênh truyền hình âm nhạc như VH1, BET và chương trình Total Request Live của MTV. "Genie in a Bottle" được ghi nhận như là bài hát trứ danh trong sự nghiệp của Aguilera, và góp phần khẳng định tên tuổi của cô trong ngành công nghiệp âm nhạc. Aguilera đã thu âm lại "Genie in a Bottle" hai lần và đưa vào những album khác của cô: một phiên bản tiếng Tây Ban Nha với tựa đề "Genio Atrapado" cho album phòng thu tiếng Tây Ban Nha Mi Reflejo (2000) và một phiên bản mang hơi hướng electropop với tên gọi "Genie 2.0" cho album tổng hợp Keeps Gettin' Better: A Decade of Hits (2008).

## Danh sách bài hát
| Đĩa CD tại châu Âu 1. "Genie in a Bottle" - 3:36 2. "We're a Miracle" - 4:09 Đĩa CD #1 tại Anh quốc 1. "Genie in a Bottle" - 3:36 2. "Blessed" - 3:06 3. "Genie in a Bottle" (Acapella Mix) - 4:16 | Đĩa CD tại Hoa Kỳ 1. "Genie in a Bottle" - 3:36 2. "Blessed" - 3:06 Đĩa CD #2 tại Anh quốc 1. "Genie in a Bottle" - 3:36 2. "Genie in a Bottle" (Eddie Arroyo Radio Club Mix) - 3:58 3. "Genie in a Bottle" (video ca nhạc) - 3:35 |

## Xếp hạng
| Bảng xếp hạng (1999)                                                       | Vị trí cao nhất |
| -------------------------------------------------------------------------- | --------------- |
| Úc (ARIA)                                                                  | 2               |
| Áo (Ö3 Austria Top 40)                                                     | 1               |
| Bỉ (Ultratop 50 Flanders)                                                  | 1               |
| Bỉ (Ultratop 50 Wallonia)                                                  | 3               |
| Canada (RPM)                                                               | 2               |
| Canada Dance (RPM)                                                         | 5               |
| Đan Mạch (Tracklisten)                                                     | 1               |
| Châu Âu (European Hot 100 Singles)                                         | 1               |
| Phần Lan (Suomen virallinen lista)                                         | 6               |
| Pháp (SNEP)                                                                | 3               |
| Đức (Official German Charts)                                               | 2               |
| Ireland (IRMA)                                                             | 2               |
| Ý (FIMI)                                                                   | 2               |
| Hà Lan (Dutch Top 40)                                                      | 2               |
| Hà Lan (Single Top 100)                                                    | 3               |
| New Zealand (Recorded Music NZ)                                            | 2               |
| Na Uy (VG-lista)                                                           | 1               |
| Scotland (OCC)                                                             | 1               |
| Tây Ban Nha (PROMUSICAE)                                                   | 1               |
| Thụy Điển (Sverigetopplistan)                                              | 5               |
| Thụy Sĩ (Schweizer Hitparade)                                              | 1               |
| Anh Quốc (OCC)                                                             | 1               |
| Hoa Kỳ Billboard Hot 100                                                   | 1               |
| Hoa Kỳ Adult Pop Airplay (Billboard)                                       | 1               |
| Hoa Kỳ Pop Airplay (Billboard)                                             | 1               |
| Hoa Kỳ Rhythmic (Billboard)                                                | 1               |
| Hoa Kỳ Hot Latin Songs (Billboard) Bản tiếng Tây Ban Nha: "Genio Atrapado" | 13              |
| Hoa Kỳ Latin Pop Songs (Billboard) Bản tiếng Tây Ban Nha: "Genio Atrapado" | 13              |

| Bảng xếp hạng (1999)                 | Vị trí |
| ------------------------------------ | ------ |
| Australia (ARIA)                     | 10     |
| Austria (Ö3 Austria Top 40)          | 9      |
| Belgium (Ultratop Flanders)          | 23     |
| Belgium (Ultratop Wallonia)          | 32     |
| Canada (RPM)                         | 12     |
| Canada Dance/Urban (RPM)             | 34     |
| Denmark (Tracklisten)                | 10     |
| Europe (European Hot 100 Singles)    | 5      |
| Finland (Suomen virallinen lista)    | 49     |
| France (SNEP)                        | 29     |
| Germany (Official German Charts)     | 7      |
| Italy (FIMI)                         | 11     |
| Netherlands (Dutch Top 40)           | 10     |
| Netherlands (Single Top 100)         | 35     |
| New Zealand (Recorded Music NZ)      | 3      |
| Norway Autumn Period (VG-lista)      | 4      |
| Norway Summer Period (VG-lista)      | 11     |
| Sweden (Sverigetopplistan)           | 39     |
| Switzerland (Schweizer Hitparade)    | 10     |
| UK Singles (Official Charts Company) | 13     |
| US Billboard Hot 100                 | 7      |

| Bảng xếp hạng (1990–1999)            | Vị trí |
| ------------------------------------ | ------ |
| Netherlands (Dutch Top 40)           | 105    |
| UK Singles (Official Charts Company) | 87     |
| US Billboard Hot 100                 | 43     |

## Chứng nhận
| Quốc gia                                                                           | Chứng nhận | Số đơn vị/doanh số chứng nhận |
| ---------------------------------------------------------------------------------- | ---------- | ----------------------------- |
| Úc (ARIA)                                                                          | Bạch kim   | 70.000^                       |
| Áo (IFPI Áo)                                                                       | Vàng       | 25.000*                       |
| Bỉ (BEA)                                                                           | Bạch kim   | 50.000*                       |
| Pháp (SNEP)                                                                        | Vàng       | 300,000                       |
| Đức (BVMI)                                                                         | Bạch kim   | 500.000^                      |
| New Zealand (RMNZ)                                                                 | Bạch kim   | 10.000*                       |
| Thụy Điển (GLF)                                                                    | Bạch kim   | 30.000^                       |
| Thụy Sĩ (IFPI)                                                                     | Vàng       | 25.000^                       |
| Anh Quốc (BPI)                                                                     | Bạch kim   | 712,300                       |
| Hoa Kỳ (RIAA)                                                                      | Bạch kim   | 1,436,000                     |
| * Chứng nhận dựa theo doanh số tiêu thụ. ^ Chứng nhận dựa theo doanh số nhập hàng. |            |                               |